# 쑤징허
쑤징허(중국어 간체자: 苏景和, 정체자: 蘇景和, 병음: Sūjǐnghé, 한자음: 소경화, 1918년 10월 1일~2020년 2월 9일)는 한국광복군의 지하 공작원으로 활동했던 중국인 대한민국 독립유공자이자 중화인민공화국의 공무원이다.

## 경력
1918년 중화민국 허베이성 친황다오시에서 출생하였다. 난징 중앙대학에 입학하고 나서 한인 청년들과 인연을 맺었다. 학생 비밀결사 단체 한족동맹(韓族同盟)을 조직해 항일 활동을 펼치던 한인 조일문과 의기투합하여 난징 내 일본군 동향 수집, 광복군 모병 활동, 광복군 입대 청년 호송 등의 다양한 비밀 임무를 수행하였다.
1944년 초 난징에서 지하공작을 펴던 임정 요원 김병호가 일본 경찰에 체포된 것을 계기로 일본 경찰은 중앙대학의 한인 학생들에 대한 대대적인 검거 작전에 나섰다. 이 무렵부터 쑤징허는 난징에서 시안의 한국광복군 부대까지 세 차례에 걸쳐 한인 청년들을 탈출시켜 호송하는 임무를 수행했다. 그의 도움을 받아 광복군에 합류한 한인 청년들은 줄잡아 100여 명이었다.
1946년 한국광복군 총사령관 이청천은 쑤징허의 공로를 인정해 그에게 '포상장'을 수여했다.
1950년 중화인민공화국 건국 직후에 간부 선발 시험에 합격해 화둥 지역 물자공급처에서 공무원 생활을 시작했지만 문화대혁명 시기 당시 적대 관계이던 대한민국을 도운 전력이 있다는 이유로 정치적 박해를 받고 온 가족이 안후이성 시골 농장으로 하방되어 생활하는 고난의 시기를 보내야 했다. 한참 뒤에야 상하이로 돌아와 복직했지만 원래의 간부 직위로 대접받지 못하고 한직을 전전하다 퇴직했다.
1992년 한중수교 뒤에 그는 조일문 등 생사를 같이했던 옛 동지들과 재회를 하였다. 이후 안춘생, 조일문 등 한국 독립운동가들의 적극적인 추천으로 대한민국 정부로부터 1996년 건국훈장 애족장을 받았다.
2020년 2월 9일 상하이시의 한 병원에서 노환으로 별세했다.